# Abbeville (Géorgie)
Pour les articles homonymes, voir Abbeville (homonymie).
Abbeville est une ville de Géorgie, aux États-Unis. Il s'agit du siège du comté de Wilcox.

## Démographie
| 1880 | 1890 | 1900  | 1910  | 1920  | 1930  |
| ---- | ---- | ----- | ----- | ----- | ----- |
| 61   | 657  | 1 152 | 1 201 | 1 119 | 1 018 |

| 1940  | 1950 | 1960 | 1970 | 1980 | 1990 |
| ----- | ---- | ---- | ---- | ---- | ---- |
| 1 010 | 890  | 872  | 781  | 985  | 907  |

| 2000  | 2010  | - | - | - | - |
| ----- | ----- | - | - | - | - |
| 2 298 | 2 908 | - | - | - | - |